# Cupressina
Cupressina là một chi rêu trong họ Hypnaceae.